# Natori, Miyagi
Natori (japanska: 名取市 ?, Natori-shi) är en stad i Miyagi prefektur i Japan. Staden fick stadsrättigheter 1958.